# Mistrzostwa Świata w Kolarstwie BMX 1999
4. Mistrzostwa świata w kolarstwie BMX 1999 odbyły się we francuskim Vallet, w dniach 22 - 25 lipca 1999 roku. W programie znalazły się następujące konkurencje: wyścig elite i juniorów (oba zarówno dla kobiet jak i mężczyzn) oraz cruiser juniorów i elite (tylko mężczyźni). W klasyfikacji medalowej zwyciężyli reprezentanci gospodarzy zdobywając łącznie sześć medali, w tym dwa złote.

## Medaliści
| Konkurencja:          | Złoto:              | Srebro:            | Brąz:             |
| Klasyfikacja mężczyzn |                     |                    |                   |
| Elite                 | Robert de Wilde     | Christophe Lévêque | Mario Andrés Soto |
| Juniorzy              | Dan Shanahan        | Steve Larralde     | Kevin Batey       |
| Cruiser               | Christophe Lévêque  | Thomas Allier      | Jason Richardson  |
| Cruiser juniorzy      | Chad Hernaed        | Michal Prokop      | Medhi Remili      |
| Klasyfikacja kobiet   |                     |                    |                   |
| Elite                 | Audrey Pichol       | Dagmara Poláková   | Tatjana Schocher  |
| Juniorki              | María Gabriela Díaz | Simone Dür         | Rachel Galindo    |

## Tabela medalowa
| Miejsce | Państwo           | Złoto | Srebro | Brąz | Razem |
| ------- | ----------------- | ----- | ------ | ---- | ----- |
| 1       | Francja           | 2     | 2      | 2    | 2     |
| 2       | Stany Zjednoczone | 2     | 1      | 1    | 4     |
| 3       | Argentyna         | 1     | 0      | 0    | 1     |
|         | Holandia          | 1     | 0      | 0    | 1     |
| 5       | Austria           | 0     | 1      | 0    | 1     |
|         | Czechy            | 0     | 1      | 0    | 1     |
|         | Słowacja          | 0     | 1      | 0    | 1     |
| 8       | Kolumbia          | 0     | 0      | 1    | 1     |
|         | Szwajcaria        | 0     | 0      | 1    | 1     |